# Oligoryzomys yatesi
El colilargo de Yates (Oligoryzomys yatesi) es una especie de roedor sigmodóntido que forma parte de la familia de los cricétidos y del género Oligoryzomys. Habita en el extremo sur de Sudamérica.

## Taxonomía
Esta especie fue descrita originalmente en el año 2017 por los zoólogos Ramón Eduardo Palma Vásquez y Enrique Rodríguez-Serrano. Fue reconocida como resultado de análisis filogenéticos (de máxima verosimilitud e inferencia bayesiana) utilizando secuencias nucleotídicas del gen mitocondrial citocromo b; adicionalmente, se analizaron 223 secuencias de la región control del mtDNA.
Localidad tipo
La localidad tipo es: “isla Harrison (en las coordenadas: 54°05′07″S 71°13′35″O / -54.08528, -71.22639 y a una altitud de 57 m s. n. m.), Estrecho de Magallanes, comuna de Punta Arenas, región de Magallanes y de la Antártica Chilena, Chile".
Holotipo
El ejemplar holotipo designado es el catalogado como: SSUC-Ma 2037 (NK 160086, número de campo: EP 499); se trata de una hembra adulta, de la cual se conservaron la piel, el cráneo, el esqueleto y tejidos. Fue capturada el 15 de enero de 2008. Se encuentra depositada en la colección de Flora y Fauna “Profesor Patricio Sánchez Reyes”, Departamento de Ecología, Pontificia Universidad Católica de Chile, ubicada en la ciudad de Santiago, capital de Chile.
Etimología
Etimológicamente, el término genérico Oligoryzomys se construye con palabras del idioma griego, en donde: oligos es ‘poco’, ‘chico’, oryza es ‘arroz’ y mys es ‘ratón’.
El epíteto específico yatesi (patronímico en el genitivo singular) es un epónimo que refiere al apellido de la persona a quien fue dedicada, el exprofesor de Biología y Mastozoología y curador de la División de Mamíferos del Museo de Biología del Suroeste de la Universidad de Nuevo México: Terry L. Yates, en agradecimiento por su motivación, entusiasmo y apoyo que se tradujo en importantes contribuciones en la investigación de la mastozoología chilena.

## Distribución geográfica y hábitat
Esta especie es endémica del extremo sur de Chile, específicamente de las islas Harrison y Capitán Aracena, ubicadas al sur del cabo Froward, dentro del Estrecho de Magallanes, en la comuna de Punta Arenas, región de Magallanes y de la Antártica Chilena. Ambas islas están separadas entre sí por un trecho de mar de aproximadamente 500 m. En el lado continental del estrecho y en el archipiélago fueguino este roedor es reemplazado por Oligoryzomys magellanicus.
Estas islas están cubiertas por bosques subantárticos compuestos principalmente por especies del género Nothofagus, particularmente lengas (Nothofagus pumilio) y nirres (N. antarctica), así como por turberas, este último ambiente tiene una amplia presencia en la isla Harrison.

## Características cariotípicas, morfológicas y biogeografía
El cariotipo de Oligoryzomys yatesi es 2 n = 54, FN = 66; en contraste, el cariotipo de Oligoryzomys magellanicus es: 2n = 56, FN = 66.
La longitud de la cabeza más la del cuerpo es de 110 mm, la longitud condilobasal es de 25,14 mm, las orejas son moderadamente largas (18 mm), la cola es larga (129,11 mm).
Los autores hipotetizaron que el surgimiento de Oligoryzomys yatesi se debió a un proceso de especiación alopátrica desencadenado al quedar una población ancestral de O. longicaudatus —probablemente pequeña— aislada en uno de esos cuerpos insulares, por el avance de masas de hielo durante uno de los últimos ciclos glaciales del Pleistoceno, ocurrido en el último millón de años.